# Ryan Duffy
Ryan Duffy (31 agosto 1987) è un ex calciatore britannico originario di Turks e Caicos, di ruolo centrocampista.

## Carriera

### Club
Ha cominciato la carriera nel 2003, militando per vari anni nel KPMG United.

### Nazionale
Ha esordito in Nazionale il 21 febbraio 2004, nella partita contro Haiti valida per le qualificazioni ai Mondiali 2006.